# Изложба „Млади 1972—1973” (1973)
Изложба „Млади 1972—1973” се одржала у периоду од 26. септембра до 14. октобра 1973. године, у галерији Дома југословенске народне армије Београд.

## Организациони одбор
Организациони одбор су чинили:
- Ђорђе Бошан
- Иван Цветко, управник галерије Дома југословенске народне армије Београд
- Олга Јеврић
- Босиљка Кићевац
- Мома Марковић, секретар
- Рајка Поповић
- Бора Станојчић

## Управни одбор
Управни одбор су чинили:
- Иван Цветко, председник
- Мома Марковић, секретар
- Ђорђе Бошан
- Бора Драговић
- Нандор Глид
- Олга Јеврић
- Бошко Карановић
- Босиљка Кићевац
- Раденко Мишевић
- Веља Вукићевић

## Излагачи
1. Момчило Мома Антоновић
2. Милан Блануша
3. Љиљана Блажеска
4. Драган Добрић
5. Живко Ђак
6. Шемса Гавранкапетановић
7. Љубица Ђурђев
8. Бора Иљовски
9. Душанка Јовић
10. Владимир Комад
11. Стеван Кнежевић
12. Илија Костов
13. Владан Мицић
14. Миладин Желимир
15. Бане Минић
16. Драгиша Обрадовић
17. Александрина Паскутини
18. Бранимир Пауновић
19. Јован Ракиџић
20. Милорад Ступовски
21. Анета Светиева
22. Милорад Тепавац
23. Мирко Тримчевић
24. Радислав Тркуља
25. Здравко Вајагић
26. Милун Видић
27. Снежана Дмитровић Здравковић